# Proteus (maan)
Proteus is de op een na grootste maan van de planeet Neptunus.
Proteus is in 1989 ontdekt door de onbemande ruimtesonde Voyager 2 die foto's van deze maan maakte tijdens een vlucht langs Neptunus. Stephen Synnott en Bradford Smith maakten dit enkele weken later bekend.
Proteus werd niet eerder ontdekt omdat hij zich erg dicht bij Neptunus bevindt.
Proteus is het grootste bekende hemellichaam met een onregelmatige vorm. Grotere hemellichamen worden door hun eigen zwaartekracht tot een bolvorm getrokken.
In de Griekse mythologie is Proteus een god die van gedaante kan veranderen; een zoon van Poseidon en Oceanus.
Triton · Naiad · Thalassa  · Despina · Nereïde · Galatea · Larissa · Proteus · Halimede · Sao · Hippocampus · Laomedeia · Psamathe · Neso